# راؤول رودريغيز (ملاكم)
راؤول رودريغيز (بالإسبانية: Raúl Rodríguez)‏ (مواليد 26 نوفمبر 1915) هو ملاكم أرجنتيني، مثّل بلاده في الألعاب الأولمبية الصيفية 1936.

## روابط خارجية
راؤول رودريغيز على موقع بوكس ريك (الإنجليزية) (registration required)
- راؤول رودريغيز على موقع أوليمبيديا (الإنجليزية)